# 가도시마역
가도시마역(일본어: 門島駅)은 일본 나가노현 시모이나군 야스오카촌에 위치한 도카이 여객철도 이다선의 철도역이다. 섬식 승강장 1면 2선의 구조를 갖춘 지상역이다.

## 타는 곳
| 승강장 | 노선     | 방향 | 행선지                   |
| ------ | -------- | ---- | ------------------------ |
| 1      | ■ 이다선 | 하행 | 덴류쿄 · 이다 방면       |
| 2      | ■ 이다선 | 상행 | 주부텐류 · 도요하시 방면 |

## 역 주변
- 덴류강
- 야스오카 댐

## 역사
- 1932년 10월 30일 : 산신 철도가 가도시마 - 덴류쿄 간을 개업하였던 때, 당초의 종착역으로서 개업. 일반역.
- 1935년 11월 15일 : 산신 철도가 누쿠타 역까지 연신해, 도중역으로 한다.
- 1943년 8월 1일 : 산신 철도선이 이다선의 일부로서 국유화되어, 일본국유철도의 역이 된다.
- 1971년 12월 1일 : 화물 · 하물의 취급을 폐지 (여객역으로 한다).
- 1984년 2월 24일 : 이다선 남부 CTC화에 수반해 무인화.
- 1987년 4월 1일 : 일본국유철도 분할 민영화에 의해, 도카이 여객철도가 승계.
- 1997년 12월 15일 : 역사 해체.
- 2013년
  - 9월 : 제18호 태풍 마니의 영향에 의해, 히라오카 - 덴류쿄 간은 운휴에 의해, 버스에 의한 대체수송으로 한다.
  - 10월 10일 : 덴류쿄 - 히라오카 간의 운전을 재개.

## 인접 역
| 도카이 여객철도 이다선 | 도카이 여객철도 이다선 | 도카이 여객철도 이다선 |
| ---------------------- | ---------------------- | ---------------------- |
| 다모토 도요하시 방면   | ■ 이다선               | 가라카사 다쓰노 방면   |